# Histoire d'Aix-en-Provence au XXe siècle

L'histoire d'Aix-en-Provence au XXe siècle est étroitement liée à l'évolution du département des Bouches-du-Rhône à la même période, même si elle présente des spécificités. Dès le début du siècle, Aix est complètement raccordée au réseau ferroviaire du département avec la création de la dernière ligne reliant Salon-de-Provence à la cité du roi René. C'est entre la fin du XIXe siècle et les années 1930 qu'Aix est francisée et que la population passe progressivement de la langue provençale, sa langue usuelle jusqu'e là, à la langue française, parlée à la provençale.

## Première Guerre mondiale
En août 1914, au début de la Première Guerre mondiale, la ville d'Aix-en-Provence mobilise à travers les 55e et 61e régiments d'infanterie.

## Entre-deux-guerres
La ville d'Aix, qui portait ce nom depuis plus d'un millénaire, après celui d'Aquae Sextiae, prend en 1932 le nom officiel d'Aix-en-Provence.

## Seconde Guerre mondiale
La ville fut mise sous contrôle du Régime de Vichy en 1940, sous contrôle du Maréchal Pétain. Elle fut libérée par les forces alliées, la 3eme division d'infanterie US, en 1944, lors de l'Opération Dragoon, commencée le 15 août 1944.

## Années 1960

### Élections municipales de 1965
Pour les élections municipales de 1965, Félix Ciccolini, membre du parti socialiste, tente de réaliser une ouverture vers le centre. Sa liste compte seulement 7 membres de la SFIO, 5 radicaux et, surtout, 26 apolitiques. Le Parti communiste n'est, lui, pas sollicité pour appartenir à cette liste, alors qu'il avait permis la victoire de Ciccolini, suppléant de Louis Philibert, aux élections législatives de 1962. Ce choix va être fatal à la liste de gauche, car la liste communiste se maintient au second tour et fait échec à celle qui est menée par Ciccolini. Le score, très serré, voit la victoire d'Henri Mouret (liste modérée) par 12 584 voix contre 12 535 à Félix Ciccolini.
Félix Ciccolini conteste la victoire de son adversaire, affirmant que 113 professions de foi avaient été comptées comme nulles. Quelques semaines plus tard, le tribunal administratif de Marseille invalide la précédente élection. Mouret et Ciccolini en appellent au Conseil d'État qui, dans un arrêt en date du 13 janvier 1967 annule les résultats de 1965 et proclame victorieuse la liste de gauche avec 41 voix d'avance. Ainsi, Félix Ciccolini devient maire d'Aix-en-Provence le 27 janvier 1967. Il le restera jusqu'au 29 juin 1978.

## Années 1970
Les années 1970, sous la municipalité de Félix Ciccolini, marquent un développement sous plusieurs aspects qui modifie le visage économique d'Aix-en-Provence. De nombreuses entreprises et industries, génératrices d'emploi, s'installent dans les Bouches-du-Rhône : le complexe pétrochimique de l'étang de Berre, le centre d'études nucléaires de Cadarache, notamment. Aix profite de ces créations d'emploi et voit sa population augmenter.
Dans le même temps, l'essor touristique voit de plus en plus de visiteurs passer par la ville, ce qui provoque de facto le développement d'activités liées à ce secteur et, par effet de retombée, permet à la culture aixoise de prospérer ; le festival d'art lyrique en est une illustration.
C'est à partir des années 1970, avec l'installation massive depuis 1962 des Français d'Algérie puis de Français venus pour la plupart des régions lyonnaise et parisiennes, que la population locale devient largement minoritaire.

### Culture à Aix-en-Provence dans les années 1970
En 1971 un palais des congrès est installé dans l'ancienne chapelle des pénitents blancs, rue Maréchal-Joffre, alors que ce genre de lieu existe dans la plupart des villes françaises depuis plusieurs années. Inauguré le 20 février 1971, il sera utilisé jusqu'à sa fermeture pour raisons sanitaires en septembre 1999.

### Politique à Aix-en-Provence dans les années 1970

#### Élections municipales de 1971
En mars 1971, Félix Ciccolini conserve le même type d'alliance pour les nouvelles élections municipales. Trois listes lui font face : la liste communiste et deux listes à droite, l'une menée par Henri Mouret, l'ancien maire, l'autre par Arrighi de Casanova, membre du conseil municipal en 1944, et qui tente de s'allier avec le centre et qui compte même deux socialistes dans ses rangs. La victoire sera nette pour la liste Ciccolini puisque celui-ci parvient à prendre des voix communistes dès le premier tour. Les deux listes de droite se retirent à l'issue du premier tour et la liste Ciccolini affronte la liste communiste au second tour. 5 000 voix d'électeurs de droite vont se reporter en faveur du maire sortant et ainsi favoriser une réélection écrasante avec plus de 77 % des voix.
Son premier adjoint, Jean-François Picheral, sera maire d'Aix-en-Provence de 1989 à 2001.

#### Élections municipales de 1977
Félix Ciccolini vise un troisième mandat à l'occasion des élections municipales de 1977. Son adversaire principal est un jeune avocat de 35 ans, Alain Joissains. Si Ciccolini arrive en tête du premier tour, il ne totalise que 13 842 voix, contre 13 548 pour Joissains. Le second tour confirme le premier : Félix Ciccolini recueille 50,93 % des voix, soit une légère avance de 728 voix. Alain Joissains conteste les résultats, et le tribunal administratif, puis le Conseil d'État, prononcent et confirment l'annulation.
Félix Ciccolini reste maire de la ville jusqu'aux nouvelles élections qui sont organisées en 1978. Alain Joissains l'emporte largement, de plus de deux mille voix (52,37 %). Néanmoins, Félix Ciccolini demande l'annulation, au motif qu'une colistière de Joissains n'avait pas de domicile fiscal à Aix. L'élection est à nouveau annulée. Le 29 juin 1978, Félix Ciccolini cesse donc d'être maire d'Aix-en-Provence.
En octobre 1979, un troisième vote vient porter à la mairie Alain Joissains, qui recueille plus de 50 % des voix dès le premier tour. Félix Ciccolini ne s'est pas présenté à ces élections ; la liste de gauche était menée par Jean-François Picheral, qui a été préféré à l'ancien maire.

## Années 1990
Le 24 mars 1989, le candidat socialiste Jean-François Picheral, médecin radiologue de la ville, rend la municipalité à la gauche, onze ans après le départ de Félix Ciccolini. Il restera à son poste jusqu'au 18 mars 2001, battu par Maryse Joissains-Masini.